# Kostel Nanebevzetí Panny Marie (Černošice)
Kostel Nanebevzetí Panny Marie je nejstarší stavební památkou v Černošicích v okrese Praha-západ, zmiňovanou již ve 14. století. Postupem času byl mnohokrát přestavěn. Od roku 1958 je chráněn jako kulturní památka České republiky.

## Historie
První zmínka o kostele pochází z roku 1352, kdy platil 9 grošů papežského desátku. Založen však byl pravděpodobně ještě dříve. Byl zřejmě postaven díky úsilí cisterciáků ze Zbraslavského kláštera, kterému Horní Černošice daroval spolu s dalšími vesnicemi v okolí dolní Berounky král Václav II. (1271–1305). Současnou podobu získal po mnoha stavebních úpravách v roce 1774, kdy přestavbu financoval mlynář Jiří Kotaška.
Po roce 2012 byl opraven krov, střecha a fasáda kostela, na přelomu let 2011 a 2012 byla provedena rekonstrukce interiéru. V téže době byla objevena a restaurována barokní freska na stěně za křížem, která zobrazuje duše v očistci. Kostel také získal nový mramorový obětní stůl, ambon a křtitelnici, zhotovené sochařem Petrem Váňou.

## Popis
Kostel je jednolodní, vstup v západním průčelí se nachází v přízemí čtyřboké, v patře pak osmiboké barokní věže. Nacházejí se v ní tři zvony: sv. Rosalie (pocházející z roku 1700, přelit roku 1849) a dále Marie a Václav z roku 1949 věnované děkanem Adolfem Piťhou na památku osvobození v roce 1945.

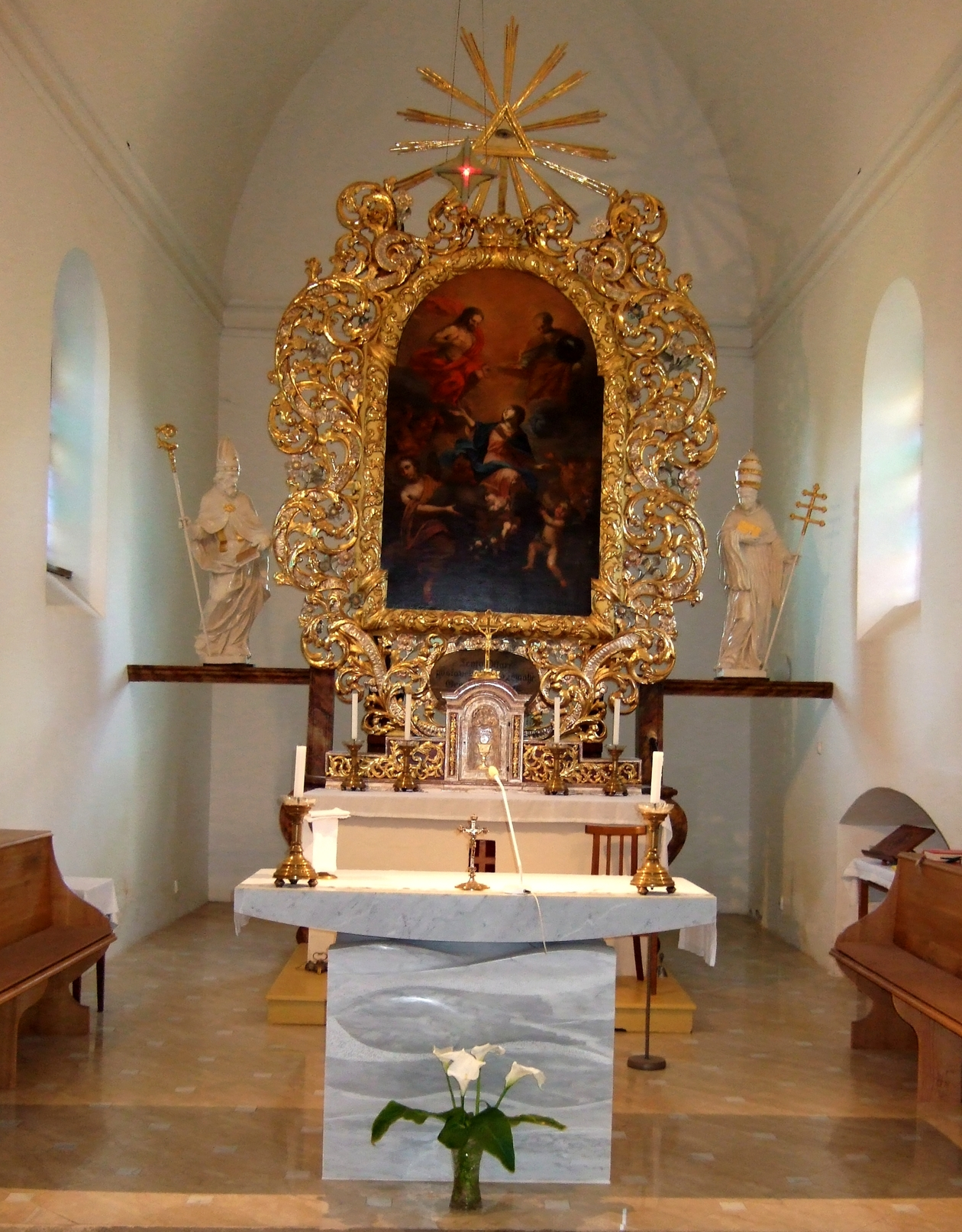
Hlavni oltář

Hlavní oltář z roku 1713 zdobí barokní obraz Nanebevzetí Panny Marie ve zlaceném rámu. Jeden z bočních oltářů nese renesanční obraz Panny Marie a sv. Anny, která chová na klíně Ježíška, druhý pak barokní kříž se sochami P. Marie Bolestné a sv. Jana Evangelisty.
V roce 1940 místní rodiny (rodina Bočkova, Paříkova a další) věnovaly kostelu vitrážní okna. Vyrobila je pražská dílna V. Staněk a V. Šebek.

## Hřbitov
Okolo koslela byl založen hřbitov o rozloze 0,27 hektaru. Dominují mu dvě hrobky rodiny Klánů, majitelů statku a černošického hotelu. Je zde pohřben také malíř František Šutty (1898-1950) a český lékař, profesor Zdeněk Frankenberger. Druhý černošický hřbitov se nachází jihozápadně od centra města v Dolních Mokropsech v ulici Pod Višňovkou.

## Bohoslužby
V kostele se konají pravidelné bohoslužby.